# Friedrich Wilhelm Knoebel
Friedrich Wilhelm Knoebel (* 3. März 1802 in Kirchheimbolanden; † 8. November 1871 in Biel) war ein deutscher Pädagoge, Revolutionär und Publizist.

## Leben
Geboren als Sohn des reformierten Schullehrers Jakob Knoebel aus Monzernheim besuchte Friedrich Wilhelm Knoebel das Gymnasium und das Lyzeum in Speyer und studierte ab 1820 Theologie und Philosophie an den Universitäten Heidelberg, wo er Mitglied des Corps Rhenania Heidelberg war, und Erlangen. 1824 wurde er Privatlehrer in Mannheim. 1824 bestand er die Prüfung als Predigtamtskandidat. 1826 wurde er Vorbereitungslehrer in Dürkheim. In den 1830er Jahren stieg Knobel zu einem der führenden Vertreter der liberalen Bewegung in der Pfalz auf. Er nahm im Mai 1832 am Hambacher Fest teil, war am 22. Juli 1832 pfälzischer Deputierter bei der Konstituierung des neuen Zentralkomitees des Press- und Vaterlandsvereins in Frankfurt am Main und fungierte 1833 im Vorfeld des Frankfurter Wachensturms als Kontaktmann zwischen den Frankfurter Liberalen und solchen aus Ludwigsburg und Stuttgart.
Wegen seiner staatsfeindlichen Umtriebe wurde er schon vorher aus dem Schuldienst entlassen. Nach dem Scheitern des Frankfurter Attentats flüchtete Knoebel im April 1833 nach Basel und Zürich und fand eine Stelle an der Stadtschule in Murten. Noch 1833 kehrte er vorübergehend in die Pfalz zurück, ging aber 1834 erneut in die Schweiz und wurde Oberlehrer, zunächst an einer Schule im Kanton Zürich, 1835 in Reinach im Aargau, 1842 in Lenzburg. 1842 bis 1847 war er schließlich Lehrer und Rektor an der Bezirksschule in Zofingen und ab 1847 Hauptlehrer und Rektor an der Bezirksschule in Schöftland. 1860 trat er in den Ruhestand und übersiedelte nach Biel, wo er die Herausgabe des Bieler Kuriers, einer der bedeutendsten Schweizer Zeitungen dieser Zeit, übernahm.